# Vojaški ordinariat Avstralije
Vojaški ordinariat Avstralije (angleško Military Ordinariate of Australia) je rimskokatoliški vojaški ordinariat, ki je vrhovna cerkveno-verska organizacija in skrbi za pripadnike Avstralske obrambne sile.
Sedež ordinariata je v Campbellu.

## Škofje
- Thomas Joseph Carr (1912 - 1917)
- Daniel Mannix (1917 - 6. november 1963)
- Thomas Absolem McCabe (1964 - 1969)
- John Aloysius Morgan (29. maj 1969 - 2. januar 1985)
- Geoffrey Francis Mayne (2. januar 1985 - 16. julij 2003)
- Maxwell Leroy Davis (16. julij 2003 - danes)